# Prislop (Cornereva), Caraș-Severin
Prislop este un sat în comuna Cornereva din județul Caraș-Severin, Banat, România.